# Ballainvilliers
Ballainvilliers – miejscowość i gmina we Francji, w regionie Île-de-France, w departamencie Essonne.
Według danych na rok 1990 gminę zamieszkiwało 2531 osób, a gęstość zaludnienia wynosiła 631 osób/km² (wśród 1287 gmin regionu Île-de-France Ballainvilliers plasuje się na 435. miejscu pod względem liczby ludności, natomiast pod względem powierzchni na miejscu 749.).